# Baby of the Bride
Baby of the Bride (Um Filho ao Entardecer) é um telefilme de 1991 dirigido por Bill Bixby. O filme foi lançado em 1991 e em DVD em 2003.

## Sinopse
Logo depois de voltar de sua lua de mel, John e Margaret Hix recebem a surpresa em sua vida - aos 53 anos, Margaret está grávida! Contra a vontade do marido, Margaret decide ficar com o bebê. A filha de Margaret, Mary, que acaba de deixar o convento, também está gravida para surpresa de todos.

## Elenco
- Rue McClanahan - Margret Becker-Hix
- Kristy McNichol - Mary
- John Wesley Shipp - Dennis
- Anne Bobby - Anne
- Conor O'Farrell - Andrew
- Ted Shackelford - John Hix
- Beverley Mitchell - Jersey
- Casey Wallace - Amy
- Sam T. Jensen - Baby Sam[2]